# Biblioteca y Museo Presidencial de Rutherford B. Hayes
El Centro Presidencial Rutherford B. Hayes es un complejo que comprende varios edificios relacionados con la vida y la presidencia de Rutherford B. Hayes . Es la primera biblioteca presidencial, construida en 1916, y una de las tres bibliotecas de este tipo para los presidentes de Estados Unidos durante el siglo XIX.
Actualmente  conocido como el centro presidencial de Rutherford B. Hayes, en Fremont, Ohio, abarca el hogar de Hayes, varias generaciones, el museo y la biblioteca. El centro es apoyado por las fundaciones privadas del Ohio Historical Society y Hayes Presidential Center Inc. La biblioteca sostiene los 12 personal de 40.000 volúmenes de papeles así como los materiales de su carrera militar y política, particularmente de su presidencia 1877-81.